# Mont Terri
Der Mont Terri (deutsch: Pultberg) ist ein 804 m ü. M. hoher Berg im Schweizer Kanton Jura. Er liegt bei Cornol in der Ajoie und gehört zur Nordflanke der Lomontkette, der mit 100 km längsten Jurakette, die von Besançon bis Reigoldswil reicht.
Der Mont Terri war für eine kurze Zeit von 1793 bis 1800 Namensgeber für das 84. französische Département du Mont-Terrible.

## Bodenforschung
Im Berg liegt das Felslabor Mont Terri.

## Archäologie
Auf dem Mont Terri befanden sich eine urgeschichtliche Höhensiedlung, das keltische Oppidum auf dem Mont Terri sowie später eine kleine Burganlage.